# HD 224870
HD 224870，又名BD+49 4309，SAO 53573、HR 9083，是一颗恒星，视星等为6.22，位于銀經114.73，銀緯-12.09，其B1900.0坐标为赤經23h 56m 12.6s，赤緯+49° -12.09′ 30″。